# Mexichromis tica
Mexichromis tica is een slakkensoort uit de familie van de Chromodorididae. De wetenschappelijke naam van de soort is voor het eerst geldig gepubliceerd in 2004 door Gosliner, Ortea & Valdés.